# Sinclair ZX80
El Sinclair ZX80 va ser el primer microordinador fet per Sinclair Research, presentat el 1980. Tenia una UCP NEC μPD780C-1 (un clònic del Zilog Z80), un teclat multi-funció tàctil i el dispositiu de sortida era una televisió. Els programes i les dades es desaven i es carregaven per mitjà d'un reproductor de cassets. Va ser notable per ser el primer ordinador disponible al Regne Unit per menys de 100£ (99,95£ exactament), amb una memòria RAM d'1 KiB. Es comercialitzava com un kit, els compradors havien de acoblar i soldar les peces i, per un preu lleugerament més alt, una versió ja muntada per a les persones que no volien armar-lo per si mateixes. El ZX80 va ser molt popular en el seu temps, arribant a haver-hi una llista d'espera de diversos mesos per poder adquirir-lo.

## Història
La decisió de dissenyar un aparell basat en la, en aquestes dates, relativament desconeguda CPU Zilog Z80 va ser idea de l'enginyer cap i amic personal de Clive Sinclair, Jim Westwood. Tots dos s'havien conegut a l'època en què van coincidir a Bernard s Publishing, una editorial en què Sinclair havia publicat diversos llibres sobre electrònica, i havien aconseguit compenetrar-se molt bé, pel que Sinclair va acabar per incorporar-lo com a dissenyador cap per a la seva empresa.
L'ordinador es va anunciar al febrer de 1980 i va començar a comercialitzar-se a partir de juny d'aquest mateix any en forma de kit que havia de ser muntat pels mateixos usuaris a un preu de £ 79,95, o bé en format ja acoblat i llest per funcionar a un preu de £ 99,95. Amb un preu tan ajustat per a aquella època, el microordinador es va vendre excepcionalment bé, arribant a existir llistes d'espera de diversos mesos per poder aconseguir un, tot i que presentava problemes de reescalfament i era força inestable. Com a curiositat, les reixetes de la part posterior són d'adorn, no per ventilar l'aparell.

## Característiques
Internament, la màquina va ser dissenyada per Jim Westwood al voltant d'una unitat central de processament NEC μPD780C-1 (un clon del Zilog Z80) amb una velocitat de rellotge de 3,25 MHz, i estava equipat amb 1 KB de RAM estàtica ampliable a 16K, i 4 KB de memòria de només lectura (ROM), que contenia: el llenguatge de programació Sinclair BASIC, l'editor, i l'"OS". Les ordres del BASIC no s'escrivien, en lloc d'això, s'havien de seleccionar com en una calculadora científica, cada "tecla" tenia diferents funcions i per accedir a cadascuna d'elles calia utilitzar tecles especials.
No tenia sortida de so. La pantalla es connectava a través d'una connexió de RF a un televisor domèstic, i era possible un simple emmagatzematge de programes fora de línia mitjançant una gravadora de casset. El generador de visualització de vídeo del ZX80 utilitzava un maquinari mínim més una combinació de programari per generar un senyal de vídeo. Aquesta va ser una idea que va ser popularitzada per Don Lancaster al seu llibre de 1978 The TV Cheap Video Cookbooki el seu " TV Machinewriter ". Com a resultat d'aquest enfocament, el ZX80 només podia generar una imatge quan estava inactiu, és a dir, esperant que es premés una tecla. Quan s'executava un programa BASIC, la pantalla s'apagava momentàniament, mentre el processador estava ocupat. Això dificultava mostrar gràfics animats, ja que el programa havia d'introduir una pausa per a l'entrada per mostrar el següent canvi en la sortida gràfica. El Sinclair ZX81, que el va succeir, va millorar una mica aquest problema, perquè podia funcionar "lentament" mentre generava el senyal de vídeo, o "ràpidament" sense la generació del senyal de vídeo (emprat per als càlculs molt llargs).
La sortida de vídeo era en blanc i negre, basada en caràcters. Tanmateix, el conjunt de caràcters ZX80 incloïa alguns glifs gràfics simples basats en blocs, que permetien aconseguir gràfics bàsics, amb un cert esforç. Un dels avantatges d'utilitzar el vídeo monocrom és que els diferents estàndards de transmissió en color (p. ex. PAL, SECAM) simplement no eren un problema quan el sistema es venia fora del Regne Unit.
Un xip de 8 kB amb la ROM del ZX81 es podia adquirir com una millora del ZX80 i costava un 20% del que un ZX81 ja muntat. Venia amb una màscara per al teclat i el manual del ZX81. Només calia aixecar la coberta del ZX80, retirar la vella ROM del sòcol i posar al seu lloc la nova, tancar i posar la màscara per al teclat. El ZX80 (ara ZX81) funcionava gairebé idènticament que un ZX81 excepte el manera lenta (SLOW mode), i això era degut purament a raons de maquinari. El procés podia revertir-se amb facilitat.
La memòria del ZX80 podia ampliar-se amb un RamPac a 3 kB. No hi havia actualització possible per l'aritmètica només d'enters ni per la pantalla monocrom.
La màquina es muntava en una minúscula caixa plàstica de color blanc. Tenia un teclat de membrana, de color blau, d'una sola peça al front. Deu el seu distintiu aspecte al dissenyador industrial Rick Dickinson. El sistema sencer tenia més o menys la mida de dos llibres de butxaca col·locats un al costat de l'altre. Aquest computador va iniciar la bogeria dels computadors personals en els anys 1980 i va ser el precursor del ZX81 i el molt reeixit Sinclair ZX Spectrum.

## ROM
La ROM de 4 KB contenia el llenguatge de programació Sinclair BASIC, l'editor i el sistema operatiu. Les ordres BASIC no es van introduir escrivint-les, sinó que es van seleccionar de manera similar a una calculadora gràfica programable: cada tecla tenia unes quantes funcions diferents seleccionades tant pel context com pels modes, així com amb la tecla majúscules.

## Expansió

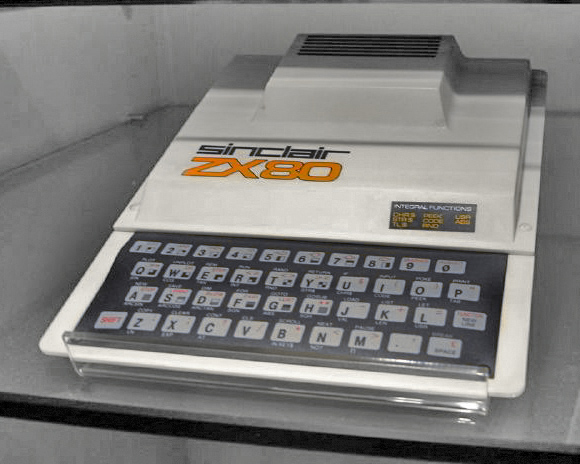
ZX80 actualitzat que mostra la superposició de teclat de substitució d'estil ZX81 per utilitzar-la amb la ROM 8K

A part dels ports de casset i de vídeo integrats, l'únic mitjà d'expansió proporcionat era una obertura de ranura a la part posterior de la caixa, que deixava al descobert un connector de la vora del bus d'expansió a la placa base. El mateix bus de ranura es va continuar a la ZX81, i més tard a la ZX Spectrum, que va encoratjar una petita indústria artesanal de dispositius d'expansió, inclosos paquets de memòria, impressores i fins i tot disquets. El paquet de RAM original Sinclair ZX80 tenia 1, 2 o 3 KB de RAM estàtica i un model posterior tenia 16 KB de RAM dinàmica (DRAM).
Després del llançament del ZX81, un ZX81 8 KB ROM estava disponible per actualitzar el ZX80 a un cost d'al voltant del 20% d'un ZX81 real. Ve amb una superposició de teclat fina i un manual ZX81. Simplement traient la coberta superior de la ZX80 i treure la ROM antiga de la seva presa i inserir amb cura la nova ROM i afegir la superposició del teclat, ara la ZX80 funcionaria gairebé idènticament a la ZX81 adequada, excepte pel mode SLOW, a causa del diferències de maquinari entre els dos models. El procés es va invertir fàcilment per tornar el ZX80 a la seva configuració original.
Una modificació habitual dels usuaris aficionats va ser adjuntar un teclat de mida completa, movent opcionalment la placa base a una caixa més gran. Això tenia el doble avantatge de fer que la màquina fos més fàcil d'escriure, alhora que augmentava la ventilació de la placa base.

## Especificacions tècniques
| UCP            | Zilog Z80A/NEC μPD780C-1 a 3,25 MHz                                                   |
| RAM            | 1 KiB (externament expandible a 16 KiB)                                               |
| ROM            | 4 KiB (internament expandible a 8 KiB)                                                |
| Teclat         | multi-funció tàctil, 40 tecles                                                        |
| Monitor        | televisor (UHF); mode text: 32 x 24 caràcters; mode gràfic: 64 x 48 pixels; cap color |
| So             | cap                                                                                   |
| Ports          | port d'expansió, casset, TV                                                           |
| Emmagatzematge | casset (250 bauds)                                                                    |

## Versions

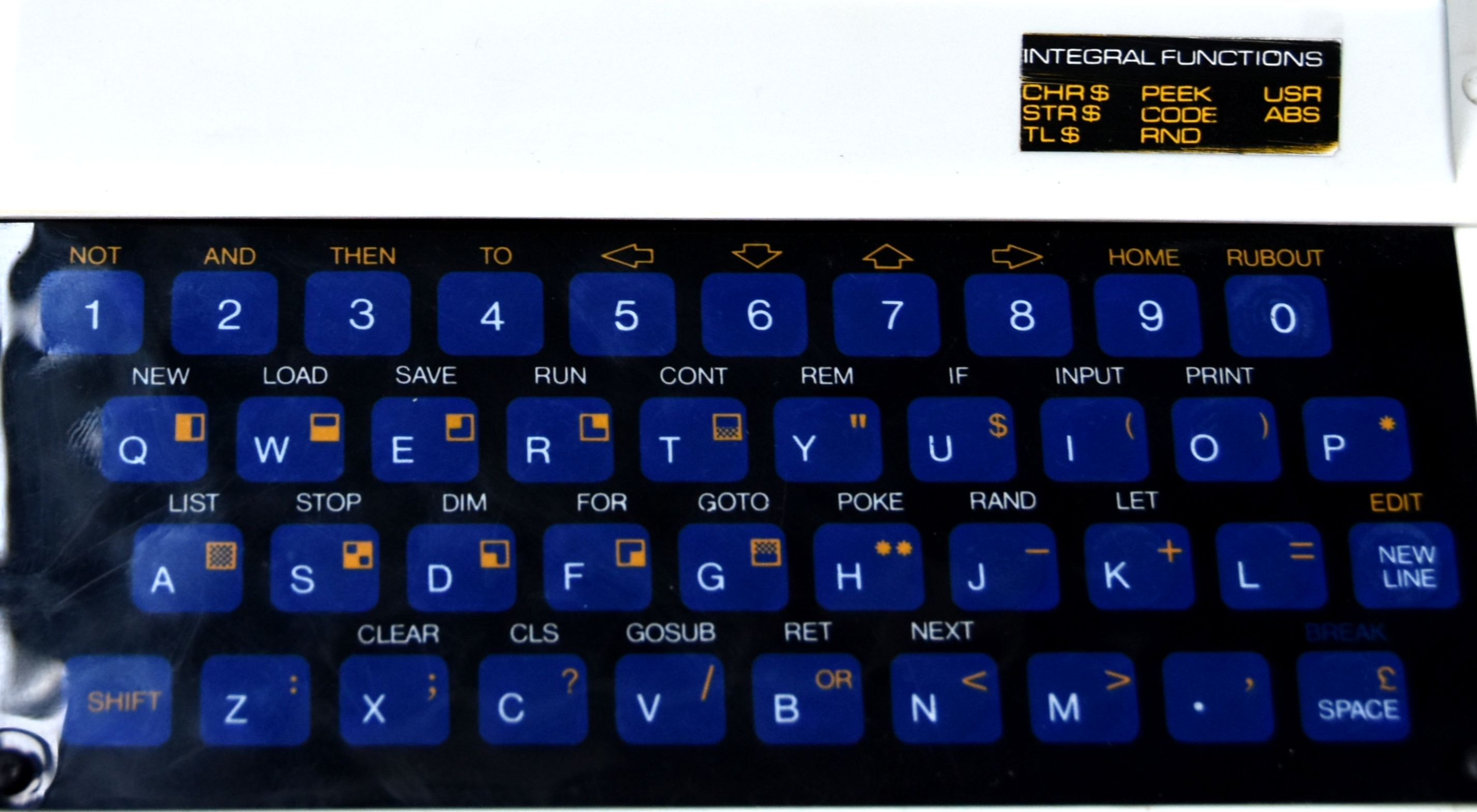
Teclat ZX80

La versió britànica de la màquina era l'estàndard, i només es van fer els canvis que eren absolutament necessaris per vendre unitats en altres mercats. De fet, l'únic canvi real fet a la majoria dels mercats va implicar la freqüència de sortida de vídeo (el ZX80 utilitzava un transformador d'alimentació extern, de manera que les diferències en la freqüència de la línia de CA i la presa de corrent no eren un problema intrínsec a la pròpia màquina). Un resultat d'això feia que la màquina tingués algunes tecles i caràcters del teclat que eren clarament britànics:NEWLINE Utilitzat en lloc de↵ Retorn ,RUBOUT en lloc deBACKSPACE oDELETE, i el joc de caràcters i el teclat incloïen el símbol de la lliura.

## Recepció i vendes
El ZX80 es va anunciar àmpliament com el primer ordinador personal per menys de £ 100 GBP (US $ 200). A Kilobaud Microcomputing li va agradar el disseny de la versió pre-muntada i va dir que el parpelleig de la pantalla durant l'entrada o la sortida era molest, però era útil com a indicador del funcionament correcte de l'ordinador. Va elogiar la documentació com a excel·lent per als novells i va assenyalar que comprar l'ordinador era més barat que fer una classe universitària de BASIC. La revista va concloure: "El ZX-80 és un ordinador real i un valor excel·lent", però només per a principiants que podrien aprendre de la documentació o programadors amb experiència en escriure programari Z-80. BYTE va anomenar el ZX80 un "dispositiu notable". Va elogiar la comprovació de sintaxi BASIC interactiva en temps real i va informar que l'ordinador va funcionar millor en els punts de referència que alguns competidors, inclòs el TRS-80 Model I. La pantalla en blanc durant l'execució del programa, la petita mida de la memòria RAM i el Sinclair BASIC incorporat inadequat i el teclat van rebre crítiques, i la revisió va recomanar no comprar la versió del kit de l'ordinador donada la dificultat de muntatge i perquè els compradors no van estalviar diners. BYTE va concloure que "el ZX80 es podria resumir com un sistema d'ordinador personal portàtil d'alt rendiment, molt baix cost i ... el ZX80 és un bon punt de partida".
Les vendes del ZX80 van assolir unes 50.000 unitats, cosa que va contribuir significativament a que el Regne Unit liderés el món en propietat d'ordinadors domèstics durant la dècada de 1980. A causa del disseny poc sofisticat i la tendència de les unitats a sobreescalfar-se, les màquines supervivents en bon estat es busquen i poden aconseguir preus elevats per als col·leccionistes.

## Clons
També hi havia clons del ZX80, com el MicroAce, i del Brasil el Nova Eletrônica/ Prológica NE-Z80 i el Microdigital TK80.